# Cohors III Hispanorum
La Cohors III Hispanorum fue una unidad auxiliar del ejército romano del tipo Cohors quinquagenaria peditata.

## Historia
Fue reclutada por el emperador Nerón en Hispania, posiblemente en la provincia Tarraconensis, pudiendo alistarse personas de cualquier parte del territorio hispano, por lo que su nombre es genérico.
Sus primeros años nos son desconocidos, pero posiblemente participó en los episodios de la turbulenta guerra civil de 68-69. Por orden de Vespasiano fue destinada a Vindonissa (Windish, Suiza) en Germania Superior, para reemplazar a la Legio XXI Rapax trasladada a Germania Inferior durante y después de la revuelta de los bátavos.
En el campamento y sus alrededores, realizó tareas de mantenimiento, como demuestran sus figlinae C (ohors) III HI (spanorum) sobre ladrillos. Solamente conocemos uno de sus praefecti, Sexto Cesio Properciano y a uno de sus centuriones, Caeno, natural de Tancia Norbana, uno de los vici del territorium de la Colonia Norba Caesarina (Cáceres, España).
De acuerdo con dos diplomas militares, la unidad seguía activa el 8 de septiembre de 116 y en 129-130.
Posiblemente, la unidad desapareció antes de mediados del siglo II.